# Pasino Ruvci
Pasino Ruvci (macedónul: Пашино Рувци) település Észak-Macedóniában, a Pelagonijai körzet Krivogastani járásában.

## Népesség
| Lakosok száma | 834  | 936  | 1018 | 976  | 979  | 744  | 659  | 627  | 514  |
|               | 1948 | 1953 | 1961 | 1971 | 1981 | 1991 | 1994 | 2002 | 2021 |

- 2002-ben 627 lakosa volt, akik mindannyian macedónok.